# Wołodymyr Soroka
Wołodymyr Soroka (ur. 25 grudnia 1982) – ukraiński judoka, mistrz i wicemistrz Europy. 
Największym sukcesem zawodnika jest złoty medal mistrzostw Europy w 2009 roku w Tbilisi w kategorii do 73 kg. W 2012 roku, w Czelabińsku, zdobył srebrny medal w tej samej kategorii.